# Taula

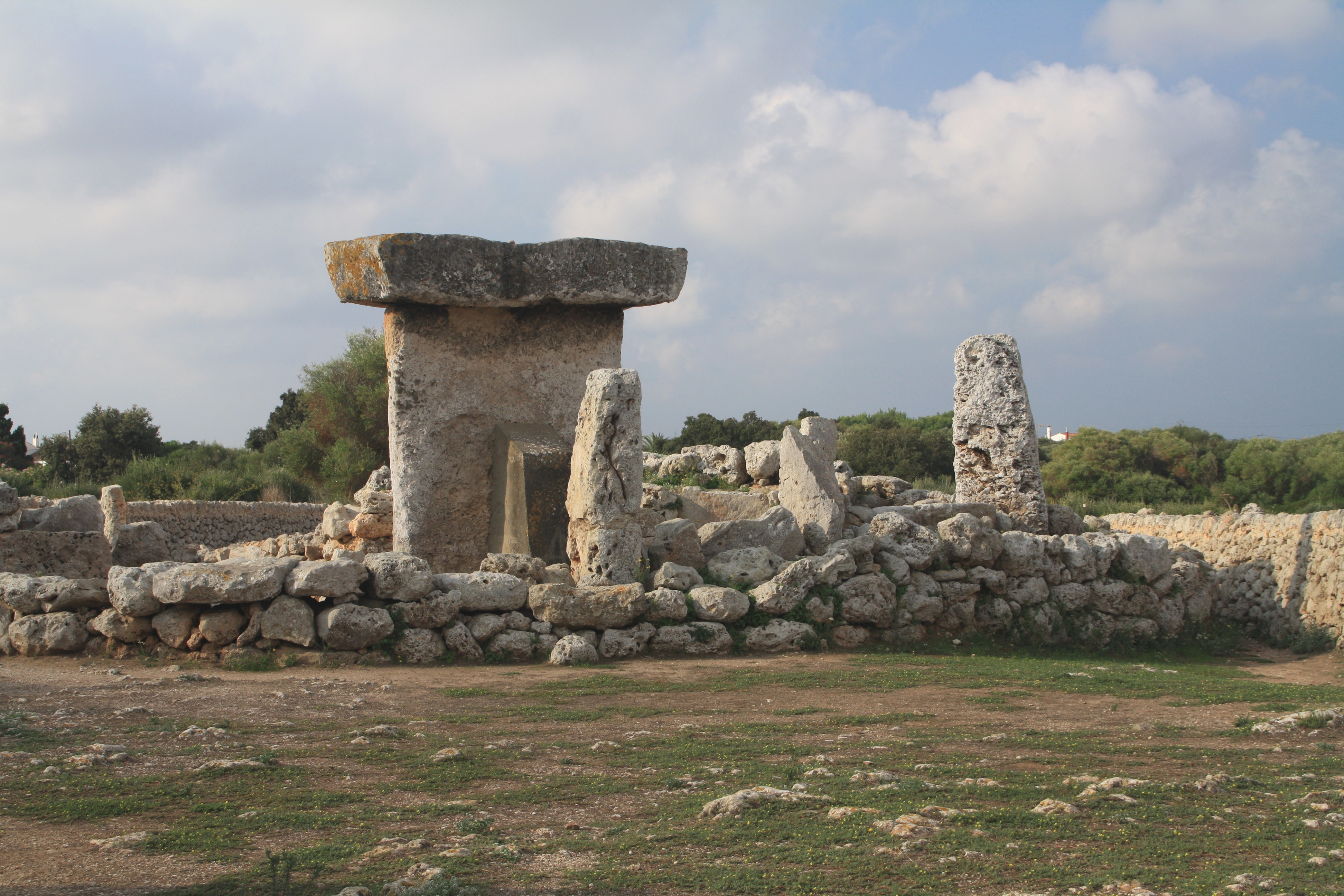
Taula na stanowisku archeologicznym Trepucó

Taula (kat. stół) – rodzaj starożytnych megalitycznych budowli kamiennych, charakterystycznych dla wyspy Minorka (Baleary).
Taule były tworzone przez ludzi z tzw. kultury talayotyckiej, rozwijającej się na Balearach od ok. 1700 r. p.n.e. do końca II wieku p.n.e.. Ich budowa jest datowana na przełom II i I tysiąclecia p.n.e.. Struktury te mogły mieć do 4,5-5 metrów wysokości i ważyć 25 ton. Na Minorce odnaleziono 31 takich obiektów (niektóre źródła wspominają o 25).
Taula jest megalitem składającym się z dwóch bloków kamiennych ustawionych na kształt litery T. Kamień pionowy umieszczano we wgłębieniu wykopywanym w ziemi, zaś drugi blok kładziono na wierzch pierwszego. 
W przeciwieństwie do talayotów, taule występują tylko na Minorce (podobnie jak navety). Możliwe, iż pełniły funkcje religijne. Budowane były w centrum okrągłych budowli kamiennych. Są to konstrukcje nietypowe i nie występują w obrębie Morza Śródziemnego nigdzie indziej. Wykazują pewne podobieństwo ze strukturami odnalezionymi w Göbekli Tepe.